# Albânia nos Jogos Olímpicos
Albânia participou pela primeira vez dos Jogos Olímpicos em 1972. Eles não disputaram as próximas quatro Olimpíadas mas voltaram nos Jogos Olímpicos de Verão de 1992 em Barcelona. Eles participaram de todas as edições desde então. A estreia do país nos Jogos Olímpicos de Inverno ocorreu em 2006.
Albania normalmente compete em eventos que incluem natação, atletismo, levantamento de peso, tiro esportivo, luta livre e luta greco-romana. A Albânia ainda tenta ganhar uma medalha Olímpica.
O país tem sido representado pelo Comitê Olímpico da Albânia desde 1972.

## Quadros de medalhas
| Jogos               | Atletas        | Ouro           | Prata          | Bronze         | Total          | Posição        |
| 1972 Munique        | 5              | 0              | 0              | 0              | 0              | -              |
| 1976–1988           | Não Participou | Não Participou | Não Participou | Não Participou | Não Participou | Não Participou |
| 1992 Barcelona      | 7              | 0              | 0              | 0              | 0              | –              |
| 1996 Atlanta        | 7              | 0              | 0              | 0              | 0              | –              |
| 2000 Sydney         | 4              | 0              | 0              | 0              | 0              | –              |
| 2004 Atenas         | 7              | 0              | 0              | 0              | 0              | –              |
| 2008 Beijing        | 11             | 0              | 0              | 0              | 0              | –              |
| 2012 Londres        | 11             | 0              | 0              | 0              | 0              | –              |
| 2016 Rio de Janeiro | 6              | 0              | 0              | 0              | 0              | –              |
| 2020 Tóquio         | Evento Futuro  |                |                |                |                |                |
| Total               | Total          | 0              | 0              | 0              | 0              | -              |

| Jogos            | Atletas       | Ouro | Prata | Bronze | Total | Posição |
| 2006 Turim       | 1             | 0    | 0     | 0      | 0     | —       |
| 2010 Vancouver   | 1             | 0    | 0     | 0      | 0     | —       |
| 2014 Sóchi       | 2             | 0    | 0     | 0      | 0     | —       |
| 2018 PyeongChang | Evento Futuro |      |       |        |       |         |
| 2022 Beijing     | Evento Futuro |      |       |        |       |         |
| Total            | Total         | 0    | 0     | 0      | 0     | -       |